# Miguel Ángel Lozano Ayala
Miguel Ángel Lozano Ayala   (Sabadell, 16 de setembre de 1978), conegut en el món del futbol com a Miguel Ángel, és un exfutbolista català que jugava com a migcampista.

## Biografia
Començà a practicar el futbol a la seva ciutat natal, on del CE Sabadell passà als filials del FC Barcelona. L'any 1999 fitxà pel Llevant UE, on romangué dues temporades, abans de viatjar cap a Andalusia, al Màlaga CF primer i al Reial Betis després. El Betis va cedir-lo temporalment al seu antic club, el Llevant. Ha estat internacional diversos cops amb la selecció catalana de futbol.
Del Betis va tornar al Màlaga, que el va cedir al Gimnàstic de Tarragona, i el 2010 va passar al SD Ponferradina. El 2012 va retirar-se mentre jugava al Terrassa FC, per dedicar-se a la seva família. Tanmateix, va començar a entrar el Caldes CF, entrant de nou en el món del futbol el 2013, i des d'aleshores entrena també un altre club a Cerdanyola del Vallès.

## Trajectòria esportiva
- CE Sabadell: 1995-1996
- FC Barcelona C: 1996-1997
- FC Barcelona B: 1997-1999
- Llevant UE: 1999-2001, 62 partits (2 gols)
- Màlaga CF: 2001-2005, 131 (7)
- Reial Betis: 2005-2008, 33 (0)
- Málaga CF: 2008-2010
- Gimnàstic: 2009-2010
- SD Ponferradina: 2010-2011
- CF Badalona: 2011
- CE Castelló: 2011-2012
- Terrassa FC: 2012
- CF Caldes de Montbui: 2012-2013